# Formotensha basalina
Formotensha basalina är en fjärilsart som beskrevs av M.Gaede 1930. Formotensha basalina ingår i släktet Formotensha och familjen tandspinnare. Inga underarter finns listade i Catalogue of Life.